# 東郷町 (瀬戸市)
東郷町（とうごうちょう）は、愛知県瀬戸市深川連区の町名。丁番を持たない単独町名である。

## 地理
- 瀬戸市の中央部に位置する[8]。西を西郷町・陶生町・前田町、北を杉塚町・寺本町、東を仲洞町・西洞町、南を中山町・仲郷町と隣接している[8]。
- 丘陵地斜面に住宅と陶磁器関係の中小工場が混在する[8]。

### 河川
- 寺本川（瀬戸川支流） ： 町の北端部、寺本町との町境を北流している[注釈 1]。

- 寺本川（東郷町内）

### 学区
市立小・中学校に通う場合、学区は以下の通りとなる。また、公立高等学校普通科に通う場合の学区は以下の通りとなる。
| 番・番地等 | 小学校                 | 中学校                 | 高等学校 |
| ---------- | ---------------------- | ---------------------- | -------- |
| 全域       | 瀬戸市立にじの丘小学校 | 瀬戸市立にじの丘中学校 | 尾張学区 |

## 歴史

### 町名の由来
明治の始めごろ、この辺りは郷地区と呼ばれていた。この地はその東部にあたることから名付けられたとされる。

### 沿革
- 1942年（昭和17年）1月9日 - 瀬戸市大字瀬戸字東郷の一部により、同市東郷町として成立[2]。

## 世帯数と人口
2025年（令和7年）2月1日現在の世帯数と人口は以下の通りである。
| 町丁   | 世帯数 | 人口  |
| ------ | ------ | ----- |
| 東郷町 | 74世帯 | 135人 |

### 人口の変遷
国勢調査による人口の推移
| 1995年（平成7年）  | 274人 | [ 12 ] |  |
| 2000年（平成12年） | 246人 | [ 13 ] |  |
| 2005年（平成17年） | 236人 | [ 14 ] |  |
| 2010年（平成22年） | 205人 | [ 15 ] |  |
| 2015年（平成27年） | 165人 | [ 16 ] |  |
| 2020年（令和2年）  | 156人 | [ 17 ] |  |

### 世帯数の変遷
国勢調査による世帯数の推移。
| 1995年（平成7年）  | 106世帯 | [ 12 ] |  |
| 2000年（平成12年） | 99世帯  | [ 13 ] |  |
| 2005年（平成17年） | 87世帯  | [ 14 ] |  |
| 2010年（平成22年） | 85世帯  | [ 15 ] |  |
| 2015年（平成27年） | 73世帯  | [ 16 ] |  |
| 2020年（令和2年）  | 76世帯  | [ 17 ] |  |

## 交通

### 鉄道
町内に鉄道は走っていない。最寄り駅は名鉄瀬戸線尾張瀬戸駅になる。

### バス
町内にバスは走っていない。最寄りのバス停は、名鉄バス「しなの線（瀬戸北線）」【1】【1H】【2】【2H】【3】【4】系統、同「本地ヶ原線」【10】系統の陶祖公園バス停になる。

### 道路
町内に国道・県道は通っていない。

## 施設
- 山口神社 ： 通称「山神社（さんじんしゃ）」。陶土採掘の保安の守護神として古くから信仰がある。祭神は大山祇命[18]。

- 山口神社

## その他
深川連区ではあるが、かつてこの地区の中学生は祖東中学校に通学していた（他の深川連区の通学中学校は本山中学校だった）。

### 日本郵便
- 郵便番号 : 489-0823[6]（集配局：瀬戸郵便局[19]）。